# Veysel Cihan
Veysel Cihan (* 4. Februar 1976 in Avanos) ist ein türkischer Fußballspieler.

## Karriere

### Verein
Veysel begann seine Karriere 1994 bei Nevşehirspor. 1998 folgte der Wechsel zu Denizlispor. In seinem ersten Jahr bei Denizlispor stieg er mit der Mannschaft in die Süper Lig auf. Er erzielte 18 Tore und war einer der Schlüsselspieler in dieser Saison. Er spielte insgesamt vier Jahre für Denizlispor, bis er in die Hauptstadt zu Gençlerbirliği Ankara wechselte. Bei Gençlerbirliği konnte er seine gute Leistung fortsetzen. In den Jahren 2003 und 2004 wurde er mit Gençlerbirliği Vizepokalsieger. Zur Saison 2004/05 wurde von Beşiktaş Istanbul verpflichtet. 
Mit dem Transfer zu Beşiktaş wuchs der Leistungsdruck bei Veysel Cihan und seine Leistung ging zurück. Nach zwei Jahren ließ man ihn zu Gaziantepspor ziehen. In Gaziantep blieb Cihan eine Spielzeit und wechselte zu Konyaspor. Bei Konyaspor war er zwei Jahre lang Stammspieler. Nachdem Konyaspor in der Saison 2008/09 abgestiegen war, verließ Veysel den Verein und ging ablösefrei zu Antalyaspor.
Zur Saison 2012/13 wechselte er zum Zweitligisten Boluspor und spielte hier eine Spielzeit lang.

### Nationalmannschaft
In den Jahren 2002–2003 spielte Veysel insgesamt viermal für die Zweite Auswahl der türkischen Fußballnationalmannschaft.

## Erfolge
- Aufstieg mit Denizlispor in der Saison 1998/99 von der 2. Liga in die Süper Lig
- Vizepokalsieger mit Gençlerbirliği Ankara 2003 & 2004